# Robots.txt
robots.txt je standardizovaný textový soubor, kterým může web indikovat, u kterých stránek je nebo není žádoucí, aby je procházeli internetoví boti např. za účelem indexace skrze web crawler. Tento soubor se musí nacházet v kořenovém adresáři daného webu. Jeho syntaxi definuje RFC 9309.

## Příklady
Uvedením následujícího textu v souboru robots.txt lze zakázat procházení webu všem vyhledávačům:
```
User-agent: *
Disallow: /
```

Následující příklad zakáže všem robotům, aby procházeli obsah složek /cgi-bin, /images, /tmp a /private:
```
User-agent: *
Disallow: /cgi-bin/
Disallow: /images/
Disallow: /tmp/
Disallow: /private/
```

Zakázaní Googlebotu procházet vše v adresáři /en:
```
User-agent: Googlebot
Disallow: /en/
```

## Alternativy

### Parametr konkrétních odkazů
Zakázat procházení konkrétních odkazů lze i vložením speciálního parametru rel="nofollow" do každého z odkazů.
```
<
a
 
href
=
"/stranka-kterou-nechci-prochazet"
 
rel
=
"nofollow"
>

```

### Metatag robots
Zákaz procházení odkazů vedoucí z konkrétní URL lze pomocí umístění speciálního metatagu do hlavičky stránky.
```
<
meta
 
name
=
"robots"
 
content
=
"nofollow"
 
/>

```

## Sitemap.xml
Do souboru robots.txt je doporučené vložit odkaz na sitemap.xml, aby tento soubor mohly vyhledávače snáze nalézt a využívat jej k efektivnějšímu procházení webu.
```
Sitemap: 
http://www.example.org/sitemap/sitemap.xml
```

## Zákaz procházení není zákaz indexace
Mnoho správců webů se mylně domnívá, že zákazem procházení dojde automaticky i k zákazu indexace stránek, ale praxe je mírně složitější. Internetové vyhledávače musí stránku navštívit a stáhnout, aby ji mohly zanést do svého indexu (proces indexace). Když je procházení daného adresáře zakázané v souboru robots.txt, tak danou stránku nemohou roboti navštívit a tedy indexovat. Jestliže však na danou stránku vede mnoho zpětných odkazů, tak mohou tuto stránku vyhodnotit, jako důležitou a přesto ji indexovat.